# L'Enclos (film)
Pour le jeu de société, voir L'Enclos (jeu).
Pour plus de détails, voir Fiche technique et Distribution.
L'Enclos est un film franco-yougoslave réalisé par Armand Gatti, sorti en 1961. Il s'agit de la première fiction française décrivant le système concentrationnaire nazi. Le film se base sur les souvenirs de déportation du réalisateur.

## Synopsis
Au printemps 1944, dans le camp de concentration (imaginaire) de Tatenberg, des officiers SS, par jeu, placent dans un enclos spécial deux détenus condamnés à mort, un allemand, Karl, et un juif français, David. Ils passeront la nuit ensemble, mais à l'aube, celui qui aura eu l'atroce courage de tuer son compagnon sera gracié. Karl, déporté depuis dix ans, est un membre important de l'organisation clandestine antinazie du camp. Ses amis décident de le sauver. Des préparatifs fébriles coupés d'alertes aériennes occupent cette nuit tragique. Le plan consiste à faire sortir Karl de l'enclos et à le remplacer par un cadavre au visage défiguré. Ainsi les S.S. croiront qu'il a été tué par son compagnon.

## Fiche technique
- Titre : L'Enclos
- Réalisation : Armand Gatti
- Coopération technique : Pierre Lary
- Scénario : Armand Gatti et Pierre Joffroy
- Dialogue : Armand Gatti
- Photo : Robert Juillard
- Son : René Sarazin[2]
- Musique : Bojan Adamič (en)
- Montage : Yvonne Martin
- Production : Clavis Films (Paris) - Triglav Films (Ljubljana)
- Pays d'origine :  Yougoslavie ;  France
- Format : Noir et blanc - 35 mm - 1,37:1 - Mono
- Genre : Film dramatique, Film de guerre
- Durée : 105 minutes
- Date de sortie : 25 octobre 1961 (France)
- Affiche : Jean Mascii (France)

## Distribution
- Jean Vilar : Voix off du narrateur
- Hans Christian Blech : Karl
- Jean Négroni : David
- Herbert Wochinz : Scheller
- Tamara Miletic : Anna
- Maks Furijan : Weissenborn
- Stevo Zigon : Dragulavic
- Janez Vrhovec (sr) : Walter
- Michel Bouyer : le docteur Crémieux
- Janez Skof : un Kapo
- Janez Čuk : un Kapo
- Janko Hocevar : Jova
- Pero Kvrgic : Sanchez
- Lojze Potokar : l'officier de police
- Frane Milcinski : Wagner

## Appréciation critique
« Pour la première fois, le camp de concentration est pris comme un objet de réflexion sur le monde. L'aspect allégorique l'emporte sur l'aspect réaliste, et , paradoxalement, ce film se trouve être plus réaliste sur le détail de la vie dans les camps que les précédents films qui n'en montraient que le côté apocalyptique. [...]
Il faut souligner la pudeur et la noblesse des intentions. Ce qui nous fait d'autant plus déplorer que l'auteur, venu du théâtre, ait cru bon d'atténuer l’intensité dramatique de son œuvre, au profit d'une conception du cinéma que l'écran finalement condamne. »

— Jean Douchet, Cahiers du cinéma, n°127, janvier 1962

## Récompenses et distinctions
- 1961 : Prix de la meilleure mise en scène au Festival de Moscou
- 1961 : Prix de la Société des écrivains de cinéma et de télévision au Festival de Cannes
- 1961 : Mention spéciale hors concours au Festival de Mannheim